# Sauzon
Sauzon település Franciaországban, Morbihan megyében. Lakosainak száma 1043 fő (2022. január 1.). Sauzon Bangor és Le Palais községekkel határos.

## Népesség
A település népessége az elmúlt években az alábbi módon változott:
| Lakosok száma | 621  | 563  | 701  | 860  | 908  | 957  | 988  | 996  | 1012 | 1043 |
|               | 1968 | 1982 | 1990 | 2006 | 2013 | 2015 | 2017 | 2019 | 2020 | 2022 |